# Skrzydelnik wielki
Skrzydelnik wielki (Aliger gigas) – gatunek ślimaka z rodziny skrzydelnikowatych (Strombidae). Występuje w ciepłych, czystych wodach Morza Karaibskiego, w Zatoce Meksykańskiej, na Antylach i na wschodnim wybrzeżu Ameryki Południowej, aż po Rio de Janeiro. Ślimak ten, znany ze swej pięknej skorupy, może ostrym skrajem wieczka muszli zaatakować, a nawet zranić przeciwnika.

## Podstawowe dane

### Wielkość
- Długość muszli – 15–35 cm.
- Masa – nawet ponad 2 kg[3].

### Rozmnażanie
- Dojrzałość płciowa – w trzecim miesiącu życia
- Okres godowy – od lutego do października
- Jaja – 180 000 – 460 000
- Rozwój jajeczka w ciele – kilka tygodni[3]

### Tryb życia
- Zwyczaje – dorosły osobnik aktywny jest w dzień, a młode w nocy
- Pożywienie – najczęściej glony
- Długość życia – 10–25 lat[3]

### Blisko spokrewnione gatunki
Do rodzaju Aliger należy np. skrzydelnik jednopalczasty (A. gallus), który ma na muszli elegancki, duży wyrostek.

## Środowisko
Skrzydelniki występują w strefie przypływów i głębiej poniżej niej. Dobrze się czują wyłącznie w czystej, nagrzanej wodzie przy amerykańskim brzegu Oceanu Atlantyckiego. Dorosłe osobniki żyją na głębokości od 0,3 m do 20 m, pojawiają się też na rafach koralowych i wokół wysp lub skał oraz na plażach. Larwy skrzydelników nie są związane z jednym miejscem. Prądy morskie mogą je zanieść setki kilometrów od miejsca ich wyklucia. Przez około dwa miesiące unoszą się w wodzie w formie planktonu. Później opadają na dno, gdzie kończą swój rozwój.

## Wygląd
Ślimak posiada jasną, kremową, przyciemnioną przez brązowe periostrakum, mocną muszlę o grubych ścianach i jaskraworóżowym otworze, oraz cienkiej i kruchej krawędzi. Skręty opatrzone dużymi guzkami, czasem tępymi kolcami. Wraz z dojrzewaniem warga zaczyna rozrastać się, skutkiem czego zaczyna coraz bardziej wystawać.

## Pożywienie
Skrzydelnik żywi się glonami, które obrastają pędy traw morskich, kamienie i wszystkie znajdujące się pod wodą przedmioty. Dorosłe osobniki żerują w dzień. Najpierw wydzielają lepki śluz, który mieszają z pożywieniem w drodze do żołądka. Oskubują glony z kamieni, lub roślin za pomocą działającej, jak pilnik raduli. Następnie skrzydelnik wciąga do środka język i przesuwa pokarm do żołądka.

## Rozmnażanie
Mięczak ten może się rozmnażać przez większą część roku. Jajeczka mają długość 5–7 mm i składane są w wielkiej ilości na piaszczyste dno, lub w trawy morskie. Sznury mogą mieć długość 2 m i zawierają nawet pół miliona jajeczek. Po trzech dniach z jajeczek wylęgają się kremowobiałe larwy zwane weliger. Mogą natychmiast pływać, mają już też muszle, choć na razie miękkie, jak papier. Na skorupach larw, które najpierw swobodnie unoszą się w wodzie, rozwijają się wkrótce pierwsze, niewielkie skrzydełka. Dzień po wykluciu w przejrzystym ciele widać wyraźnie serce. Larwy żywią się planktonem. Pozostałe organy rozwijają się po dwóch miesiącach życia w formie planktonu, kiedy małe skrzydelniki osadzają się na dnie. W tym czasie skrzydelnik ma długość kilku centymetrów i bardzo cienką skorupę. Dlatego prowadzi nocne życie aż do czasu, gdy muszla jest dość mocna, by obronić go przed wieloma drapieżnikami, takimi jak kraby, pustelniki i raje.

## Skrzydelnik i ludzie
Już od dawna ludzie żyjący w pobliżu morza żywili się mięsistymi częściami tego ślimaka. W płytkiej wodzie, w zaroślach trawy morskiej łatwo było zbierać mięczaki rękoma lub prostym dwuzębem, którym wrzucano je do małej łodzi. Na dobrych łowiskach dwóch mężczyzn mogło w ciągu dnia złowić 500–600 skrzydelników. Mięso tego ślimaka jest też świetną przynętą przy łowieniu ryb na wędkę, co spowodowało na Jamajce, Florida Keys i Bahamach wielki spadek populacji skrzydelników. Góry pustych muszli świadczą o poziomie odłowów tego mięczaka. Niegdyś zbierano atrakcyjne muszle i wykonywano z nich kamee. Dziś sprzedawane są najczęściej w naturalnym stanie. Zanim indiańscy mieszkańcy Karaibów poznali żelazo, sporządzali noże, ostrza, a nawet siekiery z ostrych skrajów małych muszli skrzydelników. Przed wiekami muszle skrzydelników były środkiem płatniczym w zachodnich regionach Pacyfiku.

## Zwyczaje
W odróżnieniu od większości ślimaków skrzydelnik wyposażony jest w znakomity wzrok. Szczególnie dobrze ma rozwinięte widzenie kierunkowe. Podczas żerowania prawe oko pozostaje schowane w miękkim wcięciu zewnętrznego fałdu skorupy. Drugim okiem wysuniętym na czułku ślimak, jak przez peryskop, obserwuje uważnie okolicę, ale spłoszony może je szybko wciągnąć. W razie niebezpieczeństwa skrzydelnik szybko chowa się w muszli i zamyka za sobą rogowe „wieczko”. Skrzydelnik jest bardzo ruchliwym stworzeniem. Potrafi nawet przeskoczyć kawałek na swej mięsistej nodze. Noga jest długa i kończy się łukowatą, ostrą krawędzią, na której umieszczone jest zębate wieczko (operculum). Ta ząbkowata i zakrzywiona płytka jest nie tylko skuteczną bronią, pomaga także ślimakowi przy przemieszczaniu się. Za pomocą ząbkowatego wieczka, które wbija w piasek, skrzydelnik porusza się skokami po dnie morza. Przy każdym skoku przebywa odległość równą połowie długości ciała. Skrzydelnik jest często gospodarzem dla rodzaju ryb Apogonichthys. Wewnątrz skorupy ślimaka może mieszkać nawet pięć takich ryb.